# Базарний Сизган
Базарний Сизган (рос. Базарный Сызган, тат. Базарлы Сызган) — робітниче селище в Базарносизганському районі Ульяновської області Російської Федерації.
Населення становить 4494 особи. Входить до складу муніципального утворення Базарносизганське міське поселення.

## Історія
Від 2004 року входить до складу муніципального утворення Базарносизганське міське поселення.

## Населення
| 1959  | 1968  | 1970  | 1979  | 1989  | 2002  | 2007  |
| ----- | ----- | ----- | ----- | ----- | ----- | ----- |
| 8068  | ↗8100 | ↗8376 | ↘7297 | ↘6708 | ↘6092 | ↘5900 |
| 2009  | 2010  | 2011  | 2012  | 2013  | 2014  | 2015  |
| ↘5865 | ↘5715 | ↘5708 | ↘5644 | ↘5485 | ↘5287 | ↘5120 |
| 2016  | 2017  | 2018  | 2019  | 2020  | 2021  |       |
| ↘5011 | ↘4966 | ↘4875 | ↘4832 | ↘4754 | ↘4494 |       |